# Vaghia stupenda
Vaghia stupenda är en kvalsterart som först beskrevs av Berlese 1916.  Vaghia stupenda ingår i släktet Vaghia och familjen Galumnidae. Inga underarter finns listade i Catalogue of Life.